# 伊万基夫历史及方志博物馆
伊万基夫历史和方志博物馆（烏克蘭語：Іванківський історико-краєзнавчий музей）是位于乌克兰基辅地区伊万基夫的历史和地方志博物馆，展示和收藏了来自前伊万基夫地区的历史、文化和人物的文物和艺术品收藏。2022年2月27日，该博物馆在俄罗斯入侵乌克兰期间的伊万基夫战役中被俄罗斯占领者焚毁。

## 数据
博物馆于1981年2月21日开放。它被安置在苏联时代重建的庄园旧址内。这里在10至13世纪就已经是一个居民点。
在被俄罗斯占领者摧毁之前，它收藏了410件展品。展览分为“本地动植物”、“战前时期”、“二战”、“切尔诺贝利灾难”、“现代伊万基夫”几个板块。外加一个肖像和绘画展览。博物馆还举办当地著名人士见面会、博物馆课程、文学课程、历史和地方传说会议。博物馆的镇馆之宝是一批来自乌克兰国家奖获得者、“天真艺术”代表人物、乌克兰民间艺术家玛丽亚·普里马琴科的画作。
2016-2018年，对博物馆馆舍进行了大修，重新设置了展览，馆藏显著扩大。

## 破坏报告
2022年2月27日，在伊万基夫战役期间，博物馆被焚毁，失去了艺术家玛丽亚·普里马琴科的二十多件作品。  维什霍罗德历史文化保护区主任弗拉达·利托夫琴科在社交网络上的一篇帖子中称这一损失“无法弥补”。然而，市民们从大火中拯救了普里马琴科的部分画作。
作为回应，乌克兰文化部长亚历山大·特卡琴科要求剥夺俄罗斯在联合国教科文组织的成员资格。2月28日，国际博物馆协会的美国全国委员会发表声明，谴责对博物馆“蓄意破坏（纵火）”，“突显了这场不道德、无端战争的切实和不可逆转的影响”。